# كورادو كورليفيتش
كورادو كورليفيتش (بالكرواتية: Korado Korlević) (من موليد 19 سبتمبر 1958 في بوريتش) هو مدرس كرواتي وعالم فلك.

## المسيرة المهنية
أصبح كورليفيتش نشطًا في علم الفلك خلال سنوات دراسته الجامعية في بولا، قام بصنع التلسكوبات والتعليم على صناعتها، وحصل على درجة البكالوريوس في عام 1981 من كلية رييكا التربوية، في الثمانينات شارك في تأسيس المدرسة اليوغوسلافية لعلم الفلك والتي عُرفت فيما بعد باسم مدرسة فيشنجان لعلم الفلك. وهو من بين أفضل 20 مكتشفًا في العالم للكواكب الصغيرة، يُنسب إليه الفضل في الاكتشاف المشترك لـ 132 كوكبًا صغيرًا، واكتشاف مذنب.

## العضوية
- عضو في منظمة النيزك الدولية
- عضو في الجمعية الكوكبية
- عضو في مؤسسة سبيس جارد
- عضو في الجمعية الفلكية في منطقة المحيط الهادئ
- عضو في منظمة ناشيونال جيوغرافيك
- عضو في نوادي ليونز الدولية[3]

## الجوائز
- جائزة بلدية فيشنجان - لعام 2016
- جائزة مدينة بوريك «سان ماورو» - «للإنجازات التعليمية».
- سمي الكويكب 10201 كورادو باسمه.
- جائزة إدغار ويلسون 1999 - «لاكتشاف المذنب».
- جائزة إدغار ويلسون 2000 - «لاكتشاف المذنب»
- جائزة إيفان فيليبوفيتش 2002 - وزارة التعليم الكرواتية.[3]

## روابط خارجية
- Korado Korlevi في الموقع الرسمي لمرصد فيشنجان
- كورادو كورليفيتش على ممشى المشاهير الكرواتي في أوباتيا